# Chloridolum plicaticolle
Chloridolum plicaticolle är en skalbaggsart som beskrevs av Maurice Pic 1932. Chloridolum plicaticolle ingår i släktet Chloridolum och familjen långhorningar. Inga underarter finns listade i Catalogue of Life.